# Coiffe noire

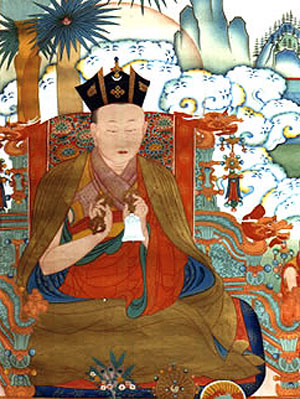
Deshin Shekpa portant la coiffe noire

La coiffe noire (tibétain : ཞྭ་ནག་ཅོད་པན, Wylie : zhwa nag cod pan) est un objet rituel sacré dont les Karmapas sont les détenteurs. On dit que la seule vue de cette coiffe peut éveiller le plus profond potentiel de l'esprit et même apporter l'illumination.
Les Karmapas sont ainsi parfois surnommés les lamas à la coiffe noire (tibétain : ཞྭ་ནག་, Wylie : zhwa-nag). Cette coiffe, rangjung chopen (la coiffe apparue d'elle-même), aurait été tissée par les dakinis à partir de leurs chevelures et offerte au Karmapa . 

## L'origine de la coiffe noire
Le 1er Karmapa atteignit l'illumination (bouddhéité) à l'âge de 50 ans. Il eut alors la vision de dakinis lui offrant, en reconnaissance de sa réalisation spirituelle, une coiffe noire tissée de leurs cheveux. 
Le 3e Karmapa,  Rangjung Dorje, aurait fait apparaître une coiffe noire à l'âge de 3 ans. 
La coiffe physique portée par les Karmapas fut offerte au 5e Karmapa par l'empereur chinois Yongle comme une représentation matérielle de la coiffe spirituelle. 
L'Empereur Yongle eu la vision d'une coiffe noire céleste au-dessus de la tête du 5e Karmapa. Il en fit faire une réplique physique, qu’il offrit au Karmapa afin qu’il la porte en des occasions spéciales. Depuis, les Karmapas l’utilisent lors des cérémonies dite de la Couronne Vajra. 
Le 10e Karmapa fut reçu par le roi du Li Jiang (actuellement appelé Lijiang et précédemment intégré au royaume de Nanzhao) en l’an 1645. Ce dernier lui offrit une réplique de la coiffe noire. Depuis cette époque, la coiffe noire originale était conservée au monastère de Tsourphou, et le Karmapa emportait la réplique lors de ses déplacements. On ignore laquelle des deux coiffes a été apporté à Rumtek par le 16e Karmapa lors de son exil du Tibet en 1959.
En 1932, Rangjung Rigpe Dorjé reçoit la confirmation de sa reconnaissance et la cérémonie de la coupe de mèche de cheveux du 13e dalaï-lama à Lhassa. Le jeune karmapa ayant enlevé la coiffe qu'il porte, le 13e dalaï-lama s'étonna que l'enfant n'ait pas retiré sa seconde coiffe, que l'assistance ne voit cependant pas. Il avait vu la Coiffe adamantine du karmapa, démontrant sa réalisation spirituelle et l’authenticité du karmapa. Le dalaï-lama écrit pour l'occasion une prière de longue vie pour le karmapa, lequel reste quelque temps à ses côtés au Norbulingka.

## La cérémonie de la coiffe noire
Cette cérémonie est unique. Une requête est d’abord réalisée par des moines jouant différents instruments de musique, alors le Karmapa vient et s’assoit sur un trône, saisissant délicatement la coiffe noire, il la porte à sa tête, et récite 108 fois le mantra de Tchenrézi, tout en utilisant un Mala en cristal. Le Karmapa peut alors être vu par certaines personnes comme étant Tchenrézi, enseignant par sa seule présence,,.

## La coiffe noire aujourd'hui
La coiffe noire originale (ou sa réplique) a été conservée à Rumtek au Sikkim, qui était la dernière demeure du 16e Karmapa.